# Basisfallwert
Der Basisfallwert (aus dem Englischen: Baserate) ist ein Begriff aus dem Gesundheitswesen und bezeichnet den Betrag, der bei der Berechnung der DRG-Preise (Diagnosis Related Groups) für die Krankenhausbehandlung zugrunde gelegt wird. Der Basisfallwert bildet die Grundlage für die Vergütung der Krankenhausleistungen.
Zur Berechnung des Preises für die Krankenhausbehandlung wird die Bewertungsrelation der DRG mit dem Basisfallwert multipliziert.

## Beispiel
DRG F60B Kreislauferkrankungen mit akutem Myokardinfarkt, ohne invasive kardiologische Diagnostik ohne äußerst schwere Begleiterkrankungen. Die Bewertungsrelation dieser DRG ist 1,08. Für ein Krankenhaus mit einem Basisfallwert von beispielsweise 2.500 € ergäbe sich für die Behandlung ein Preis von 1,08 × 2.500 € = 2.700 €.

## Situation in Deutschland
In den Jahren 2003 und 2004 erfolgte die Berechnung des Basisfallwertes für jedes Krankenhaus individuell. Dabei wurde in Verhandlungen zwischen Krankenhaus und den Kostenträgern ein Budget für das Krankenhaus (Gesamtbetrag) sowie eine Leistungsplanung (Aufstellung der geplanten DRGs) vereinbart. Der (krankenhausindividuelle) Basisfallwert berechnet sich (vereinfacht) dann aus dem Gesamtbetrag (Gesamtbudget) geteilt durch die Summe der Bewertungsrelationen der vereinbarten Leistungen.

### Landesbasisfallwert (LBFW)
Seit dem Jahr 2005 wurde für jedes Bundesland ein einheitlicher Landesbasisfallwert (LBFW) vereinbart. Das einzelne Krankenhaus vereinbart mit den Kostenträgern dann nur noch die Leistungsplanung. Der individuelle Basisfallwert des Krankenhauses wurde in den Jahren 2005 bis 2009 schrittweise an den landesweiten Basisfallwert angepasst (Konvergenzphase). Von 2010 bis 2014 wird der LBFW nach § 10 Absatz 8 Krankenhausentgeltgesetz (KHEntgG) schrittweise an einen einheitlichen Basisfallwertkorridor angeglichen, dessen Grenzen bei +2,5 Prozent (Maximum) und −1,25 Prozent (Minimum) um einen einheitlichen Bundesbasisfallwerts (BBFW) liegen. Dabei wird in den Landesbasisfallwert-Verhandlungen ein Angleichungsbetrag bestimmt, um den der verhandelte Landesbasisfallwert zu erhöhen oder zu vermindern ist. Ab 2016 ist eine Anpassung der unteren Korridorgrenze beim Bundesbasisfallwert auf −1,02 Prozent geplant. In § 10 Abs. 4 Satz 1 KHEntgG ist gesetzlich festgelegt, dass der vereinbarte Landesbasisfallwert den Landesbasisfallwert des Vorjahres inklusive des Veränderungswertes nach § 9 Abs. 1 Satz 1 Nr. 5a KHEntgG grundsätzlich nicht überschreiten darf.
Andere Regelungen gibt es bei einzelnen Spezialkliniken, die zum Beispiel eine besondere Fallschwere haben (z. B. spezielle Unfallkrankenhäuser). Diese Kliniken können mit Berufsgenossenschaften, Unfallkassen, Krankenkassen und der Deutschen Rentenversicherung gesonderte Vergütungsvereinbarungen treffen.

### Bundesbasisfallwert (BBFW)
Die bisherigen unterschiedlichen Landesbasisfallwerte (LBFW) in den einzelnen Bundesländern werden von 2010 bis 2014 in fünf gleichen Konvergenzschritten an den Basisfallwertkorridor zum Bundesbasisfallwert angeglichen. Die LBFW die sich innerhalb der Grenzen des Wertekorridors befinden unterliegen auch keinem Konvergenzprozess. Wenn in einzelnen Bundesländer der Landesbasisfallwert sich über der oberen Korridorgrenze des Bundesbasisfallwertes hinaus befindet, so ist nur eine maximale Absenkung von 0,3 Prozent vorgesehen. Die Berechnungen hierzu führt das Institut für das Entgeltsystem im Krankenhaus (InEK). 2019 liegt der Bundesbasisfallwert bei 3.544,97 unter Berücksichtigung der Korridorgrenzen bei maximal 3.633,60 Euro beziehungsweise als Minimum bei 3.508,81 Euro.

### Entwicklung der Basisfallwerte
Aktuelle Landesbasisfallwerte sind z. B. auch über die Internetseiten des GKV-Spitzenverbands verfügbar.
| Bundesland/Jahr                | LBFW 2005 | LBFW 2006 | LBFW 2007 | LBFW 2008 | LBFW 2009 | LBFW 2010 | LBFW 2011 | LBFW 2012 | LBFW 2013 | LBFW 2014 | LBFW 2015 | LBFW 2016 | LBFW 2017 | LBFW 2018 | LBFW 2019 |
| ------------------------------ | --------- | --------- | --------- | --------- | --------- | --------- | --------- | --------- | --------- | --------- | --------- | --------- | --------- | --------- | --------- |
| Baden-Württemberg              | 2.855,51  | 2.850,38  | 2.845,50  | 2.853,90  | 2.918,66  | 2.977,75  | 2.985,50  | 3.050,12  | 3.114,29  | 3.190,00  | 3.232,73  | 3.287,21  | 3.358,36  | 3.447,85  | 3.539,12  |
| Bayern                         | 2.789,75  | 2.789,38  | 2.805,19  | 2.819,14  | 2.940,85  | 2.982,60  | 2.982,60  | 3.051,50  | 3.100,00  | 3.188,00  | 3.257,00  | 3.312,00  | 3.365,00  | 3.450,43  | 3.536,70  |
| Berlin                         | 3.085,81  | 2.990,00  | 2.960,00  | 2.898,00  | 2.900,00  | 2.927,50  | 2.935,00  | 2.970,07  | 3.015,00  | 3.117,36  | 3.190,81  | 3.278,19  | 3.350,91  | 3.444,38  | 3.532,50  |
| Brandenburg                    | 2.639,31  | 2.668,72  | 2.723,45  | 2.765,43  | 2.854,16  | 2.893,00  | 2.900,00  | 2.949,97  | 3.013,00  | 3.117,36  | 3.190,81  | 3.278,19  | 3.347,67  | 3.439,00  | 3.530,00  |
| Bremen                         | 2.915,00  | 2.899,08  | 2.885,34  | 2.878,00  | 2.966,68  | 2.991,00  | 3.011,31  | 3.055,00  | 3.105,00  | 3.185,00  | 3.250,59  | 3.296,26  | 3.378,67  | 3.458,00  | 3.547,00  |
| Hamburg                        | 2.970,73  | 2.893,40  | 2.850,00  | 2.824,00  | 2.929,70  | 2.975,00  | 2.975,00  | 3.048,47  | 3.104,00  | 3.178,48  | 3.209,00  | 3.278,19  | 3.350,00  | 3.443,65  | 3.534,91  |
| Hessen                         | 2.748,00  | 2.793,30  | 2.808,14  | 2.826,12  | 2.928,16  | 2.968,56  | 2.977,15  | 3.020,33  | 3.066,60  | 3.145,05  | 3.190,81  | 3.278,19  | 3.352,50  | 3.444,53  | 3.532,67  |
| Mecklenburg-Vorpommern         | 2.636,04  | 2.650,00  | 2.680,00  | 2.733,25  | 2.795,99  | 2.855,00  | 2.880,00  | 2.957,00  | 3.019,90  | 3.117,36  | 3.190,81  | 3.278,19  | 3.350,85  | 3.446,50  | 3.529,85  |
| Niedersachsen                  | 2.784,64  | 2.791,93  | 2.786,93  | 2.785,00  | 2.875,72  | 2.923,03  | 2.922,63  | 2.964,14  | 3.021,00  | 3.117,36  | 3.190,81  | 3.278,19  | 3.343,25  | 3.439,00  | 3.528,55  |
| Nordrhein-Westfalen            | 2.734,30  | 2.740,95  | 2.723,22  | 2.754,49  | 2.847,52  | 2.895,00  | 2.912,65  | 2.976,36  | 3.035,50  | 3.117,36  | 3.190,81  | 3.278,19  | 3.355,00  | 3.447,43  | 3.537,00  |
| Rheinland-Pfalz                | 2.928,10  | 2.959,53  | 2.959,53  | 2.959,53  | 3.072,68  | 3.120,00  | 3.130,14  | 3.191,91  | 3.250,70  | 3.325,00  | 3.396,00  | 3.465,02  | 3.530,50  | 3.616,91  | 3.683,97  |
| Saarland                       | 2.930,00  | 2.935,00  | 2.935,00  | 2.934,83  | 3.008,00  | 3.068,56  | 3.059,91  | 3.110,99  | 3.149,42  | 3.217,76  | 3.285,24  | 3.348,43  | 3.388,00  | 3.478,50  | 3.568,00  |
| Sachsen                        | 2.704,68  | 2.727,61  | 2.753,63  | 2.753,63  | 2.825,00  | 2.864,00  | 2.884,00  | 2.957,51  | 3.012,76  | 3.117,36  | 3.190,81  | 3.278,19  | 3.341,67  | 3.438,60  | 3.528,65  |
| Sachsen-Anhalt                 | 2.744,19  | 2.780,00  | 2.780,00  | 2.775,00  | 2.832,72  | 2.884,00  | 2.899,50  | 2.965,00  | 3.018,00  | 3.117,36  | 3.190,81  | 3.278,19  | 3.344,75  | 3.438,50  | 3.528,65  |
| Schleswig-Holstein             | 2.649,63  | 2.666,10  | 2.673,00  | 2.685,00  | 2.777,00  | 2.855,49  | 2.884,86  | 2.945,74  | 3.012,04  | 3.117,36  | 3.190,81  | 3.278,19  | 3.346,50  | 3.439,00  | 3.528,50  |
| Thüringen                      | 2.729,60  | 2.730,00  | 2.743,00  | 2.761,00  | 2.835,14  | 2.867,40  | 2.884,00  | 2.953,87  | 3.013,75  | 3.117,36  | 3.190,81  | 3.278,19  | 3.341,67  | 3.438,60  | 3.528,65  |
| Mittelwert aller LBFW          | 2.802,83  | 2.804,09  | 2.807,00  | 2.812,90  | 2.894,25  | 2.940,49  | 2.951,52  | 3.010,50  | 3.065,69  | 3.155,35  | 3.221,17  | 3.298,06  | 3.365,33  | 3.456,93  | 3.544,67  |
| Bundesbasisfallwert (BBFW)     |           |           |           |           |           | 2.935,78  | 2.963,82  | 2.991,53  | 3.068,37  | 3.156,82  | 3.231,20  | 3.311,98  | 3.376,11  | 3.467,30  | 3.544,97  |
| Obere Korridorgrenze des BBFW  |           |           |           |           |           | 3.009,17  | 3.037,91  | 3.066,32  | 3.145,08  | 3.235,74  | 3.311,98  | 3.394,77  | 3.460,51  | 3.553,98  | 3.633,60  |
| Untere Korridorgrenze des BBFW |           |           |           |           |           | 2.889,08  | 2.926,77  | 2.954,14  | 3.030,02  | 3.117,36  | 3.190,81  | 3.278,19  | 3.341,67  | 3.431,93  | 3.508,81  |

## Verwandte Themen
Der Case Mix Index beschreibt die durchschnittliche Schwere der Patientenfälle einer medizinischen Einrichtung.
Berechnungsmöglichkeit nach DRG (Bsp. 2400 € - Gynäkologie) auf drg-research-group.de